# Nervo motor
Nervo motor é o nervo que envia, primariamente, a mensagem ao músculo para que haja contração excitação.
O neurônio motor (ou motoneurônio) recebe um impulso nervoso, que é um estimulo elétrico, através dos dendritos que passa para o corpo celular do neurônio. Esse impulso segue para o axônio, local onde haverá a despolarização e gerará um potencial de ação na célula.
Haverá a entrada de Na+ e saída de K+. Gerando um potencial elétrico dentro da célula de aproximadamente +30mV. Esse processo vai ocorrer nos locais do axônio denominados de nódulos de Ranvier, saltando através das bainhas de mielina de um módulo para o outro. No final do neurônio teremos os terminais axônicos e os botões sinápticos, locais pelos quais serão liberados os neurotransmissores